# Hombres de piel dura
Hombres de piel dura es una película argentina dramática de 2019 escrita y dirigida por José Celestino Campusano. Es protagonizada por Wall Javier, Germán Tarantino, Camila Diez, Claudio Medina y Sergio Sarria. Se estrenó el 8 de agosto de 2019.

## Sinopsis
En una zona rural de la provincia de Buenos Aires, un chico homosexual termina su relación con el sacerdote que lo ha abusado e inicia un proceso de desarrollo de su sexualidad.

## Reparto
Intervinieron en el filme los siguientes intérpretes:
- Wall Javier ... Ariel
- Germán Tarantino ... Omar
- Claudio Medina ... Pablo
- Juan Salmeri ... Julio
- Camila Diez ... Betina
- Malena Majul Lieun ... Zulma
- Sergio Sarria ... Ramírez
- Mauro Altschuler ... Walter
- Pedro Meza ... Cura Mayor
- David Maldonado ... Joven 1
- Joel Maluenda ... Joven 2
- Reyna Vivas ... Compañera de Ariel
- Estefanía D'Anna ... Dora

## Críticas
Horacio Bernades en Página 12 opinó:

”Campusano encara ahora el tema del abuso por parte de miembros de la Iglesia católica. Como en casos anteriores, no lo hace tanto para denunciar como para pensar en aquello que muchos no se atreven ni a nombrar…. Campusano también diversifica el relato, como suele hacerlo, abriendo líneas narrativas: la amistad del cura con un colega que es como un espejo culposo, un viaje sexual emprendido por el propio Omar con varios peones de la zona, una chica promiscua que el padre le presenta al protagonista. También, como de costumbre, más de un diálogo suena tan forzado como recitado…El protagonista está bien y más aún la actriz que hace de su hermana (Camila Diez)…. A Campusano se lo nota entusiasmado con los movimientos de cámara, incluso cuando estos resultan tan estentóreos como poco explicables. Como un impresionante travelling cenital ascendente, que finalmente no muestra nada.”

Leonardo D’Espósito en revista Noticias escribió:

”Campusano deja de lado cualquier intención moralizante, cualquier corrección política, y eso es lo que, en su estilo directo y cada vez más preciso, logra que entendamos primero a los personajes y, luego, el paisaje moral que los contiene o los destruye. De lo mejor de un cineasta casi secreto.”

## Nominaciones
El filme fue nominada al Premio a la Mejor Película Argentina en el Buenos Aires Festival Internacional de Cine Independiente de 2019.